# Koteria Petersburska
Koteria Petersburska – grupa pisarzy polskich wywodząca się głównie z bogatego ziemiaństwa Kresów, działająca w latach 1841-58. Skupiona wokół wydawanego w Petersburgu  „Tygodnika Petersburskiego” (gazeta urzędowa Królestwa Polskiego).
Powstała w 1841 z inicjatywy Henryka Rzewuskiego, który w Cudnowie zorganizował zjazd wpływowych ludzi z Kresów o konserwatywnych poglądach. Członkowie grupy głosili konserwatywny program społeczny, gloryfikując szlachecką przeszłość, prezentowali skrajnie ugodową postawę wobec zaborców. Działali w niej m.in. Henryk Rzewuski, Ludwik Sztyrmer, Michał Grabowski, Józef Emanuel Przecławski, Ignacy Hołowiński, Gustaw Olizar.